# 哏
哏，又稱為笑點，原義指滑稽的言詞或動作，後衍生成一相聲術語，指相聲中的笑點；現今也用來指任何情境中的笑話。在網際網路文化中，「哏」常指代「網路迷因」。在现时的中国大陆互联网，「哏」字有时被讹化为更为通俗常用的「梗」。
人們在談吐中總會蘊含許多「哏」，就像相聲時一樣會出現的笑點或搞笑的台詞、用語。這個字後來演變成可直稱橋段的意思，人們可以說「我很喜歡你的哏」意思是「我很喜歡你講話的橋段或笑點」。
這個字也廣泛運用在小說、漫畫、電影、電視劇、舞臺劇、廣播劇、遊戲等創作形式中。

## 相聲
對口相聲中，兩名相聲演員還依角色不同，而有「捧哏」與「逗哏」之稱。相声术语中的包袱是指在前期的表演中埋下好笑的伏笔和进行铺垫，最后点破笑点使人发笑称作抖包袱。
在原本的相聲術語中，老哏便是指被用了許多次的舊搞笑橋段，也就是老笑話。後來意思演變成在不同作品中不斷重覆出現類似的橋段，也就是所謂的「落於俗套」、「老掉牙」。在作品中、與人的談吐、各種表演中，用了太多次的老哏會被認為缺乏創意（或稱為「沒哏了」、「沒輒了」）。